# Alain Wiss
Alain Wiss (Littau, 21 de agosto de 1990) é um futebolista profissional suíço que atua como meia, atualmente defende o FC St. Gallen.

## Carreira
Alain Wiss fez parte do elenco da Seleção Suíça de Futebol da Olimpíadas de 2012.